# Wolfgang Bruhs
Wolfgang Bruhs (geboren am 29. Juni 1949) ist ein ehemaliger deutscher Fußballspieler.
Von 1969 bis 1978 spielte er bei Vorwärts Stralsund. In seiner aktiven Zeit spielte er mit dem Stralsunder Verein zwei Spielzeiten in der höchsten Spielklasse der DDR, der Oberliga, nämlich die Saison 1971/1972 und die Saison 1974/1975.